# Eberhard Gärtner
Eberhard Gärtner (* 9. September 1942 in Dresden; † 29. September 2022 ebenda) war ein deutscher Romanist, Lusitanist und Sprachwissenschaftler. Er lehrte von 1994 bis 2007 als Professor für spanische, hispanoamerikanische, portugiesische und brasilianische Sprachwissenschaft an der Leipzig.

## Leben
Eberhard Gärtner studierte ab 1961 Französistik und Lateinamerikanistik an der Universität Rostock. Mit Untersuchungen zur Syntax der brasilianischen Literatursprache wurde er dort 1974 promoviert. Anschließend arbeitete er als Wissenschaftlicher Oberassistent weiter an der Universität Rostock, bevor er 1979 als Lektor für Portugiesisch, Spanisch und Französisch an das Zentrum für Angewandte Sprachwissenschaft (ZAS) der Technischen Universität Dresden wechselte. 1992 habilitierte sich Gärtner in Leipzig zum Thema Inhalts- und Ausdrucksstruktur einfacher und komplexer Äußerungen im Portugiesischen. Von 1994 bis 2007 war er Professor für spanische, hispanoamerikanische, portugiesische und brasilianische Sprachwissenschaft am Institut für Romanistik der Universität Leipzig. Zudem war er stellvertretender Direktor des Instituts für Angewandte Linguistik und Translatologie (IALT) in Leipzig.
Gärtner widmete sich besonders der Erforschung der portugiesischen Sprache (Lusitanistik), seine Grammatik der portugiesischen Sprache von 1998 gilt als sein wichtigstes wissenschaftliches Werk. Er war Mitherausgeber der Fachzeitschrift Lusorama.
Er lebte in Dresden-Gohlis mit seiner Frau, der Philologin und Lexikografin Hannelore Gärtner.

## Schriften (Auswahl)
Autor
- Untersuchungen zur Syntax der brasilianischen Literatursprache, Universität Rostock, 1974, Dissertation
- Untersuchungen zur Inhalts- und Ausdrucksstruktur einfacher und komplexer Äußerungen im Portugiesischen, Universität Leipzig, 1992, Habilitation
- Grammatik der portugiesischen Sprache, 1998

Herausgeber
- Pesquisas linguísticas em Portugal e no Brasil. Frankfurt am Main 1997, ISBN 3-89354-774-6.
- (mit Axel Schönberger und Christine Hundt): Estudos sobre o ensino da língua portuguesa. Frankfurt am Main 1999, ISBN 3-925203-70-2.
- (mit Axel Schönberger und Christine Hundt): Estudos de sociolingüística brasileira e portuguesa. Frankfurt am Main 2000, ISBN 3-925203-74-5.
- (mit Axel Schönberger und Christine Hundt): Estudos de lingu͏̈ística textual do português. Frankfurt am Main 2000, ISBN 3-925203-68-0.